# رودي غرانت
رودي غرانت (بالإنجليزية: Rudy Grant)‏ هو مغني وكاتب أغاني بريطاني، ولد في 1950 في Plaisance, Guyana ‏ في غيانا.

## وصلات خارجية
- رودي غرانت على موقع ميوزك برينز (الإنجليزية)
- رودي غرانت على موقع ديسكوغز (الإنجليزية)